# Championnat d'Espagne de football 1934-1935
Navigation
Primera División 1933-34 Primera División 1935-36
Le championnat d'Espagne de football 1934-1935 est la 7e édition du championnat. La compétition est remportée par le Real Betis. Organisé par la Fédération espagnole de football, le championnat se déroule du 2 décembre 1934 au 28 avril 1935.
Le club sévillan l'emporte avec un point d'avance sur le Madrid FC et huit sur l'Oviedo FC. À la fin de la saison, le Donostia FC et l'Arenas de Getxo sont relégués en deuxième division. Ils sont remplacés à ce niveau par l'Hércules Alicante et l'Osasuna Pampelune.
L'attaquant espagnol Isidro Lángara, d'Oviedo FC, termine, pour la deuxième fois, meilleur buteur du championnat avec 26 réalisations.

## Règlement de la compétition
Le championnat de Primera División est organisé par la Fédération espagnole de football, il se déroule du 2 décembre 1934 au 28 avril 1935.
Il se dispute, pour la première saison, en une poule unique de douze équipes qui s'affrontent à deux reprises, une fois à domicile et une fois à l'extérieur. L'ordre des matchs est déterminé par un tirage au sort avant le début de la compétition.
Le classement final est établi en fonction des points gagnés par chaque équipe lors de chaque rencontre : deux points pour une victoire, un pour un match nul et aucun en cas de défaite. En cas d'égalité de points entre deux ou plusieurs de clubs en fin de championnat, le classement se fait à la différence de buts.
L'équipe possédant le plus de points à la fin de la compétition est proclamée championne. Les deux derniers du championnat sont relégués en Segunda División, ils sont remplacés à ce niveau par les deux premiers de la phase finale de ce championnat.
À partir de cette saison, la FEF permet aux clubs d'aligner deux joueurs étrangers par rencontre.

## Équipes participantes
Le FC Séville fait sa première apparition en championnat lors de cette saison.
| \| A. Guecho A. Bilbao Real Betis FC Séville Donostia FC R. Santander Oviedo FC A. Madrid Madrid FC FC Barcelone Valence FC Espanyol \| Localisation des clubs engagés dans le championnat. |
| A. Guecho A. Bilbao Real Betis FC Séville Donostia FC R. Santander Oviedo FC A. Madrid Madrid FC FC Barcelone Valence FC Espanyol                                                           |

| Clubs              | Ville           | Stade                 | Capacité |
| ------------------ | --------------- | --------------------- | -------- |
| Arenas Club        | Getxo           | Ibaiondo              | 15 540   |
| Athletic Bilbao    | Bilbao          | San Mamés             | 13 065   |
| Athletic Madrid    | Madrid          | Metropolitano         | 22 000   |
| FC Barcelone       | Barcelone       | Las Corts             | 25 000   |
| Real Betis         | Séville         | Patronato Obrero (es) | 9 000    |
| Espanyol Barcelone | Barcelone       | Sarriá                | 15 774   |
| Donostia FC        | Saint-Sébastien | Atocha                | 9 000    |
| Madrid FC          | Madrid          | Chamartín             | 22 000   |
| Oviedo FC          | Oviedo          | Buenavista            | 10 000   |
| Racing Santander   | Santander       | El Sardinero          | 9 500    |
| FC Séville         | Séville         | Campo de Nervión      | 16 000   |
| Valence FC         | Valence         | Mestalla              | 17 000   |

## Classement
| Rang | Équipe             | Pts | J  | G  | N | P  | Bp | Bc | Diff |
| ---- | ------------------ | --- | -- | -- | - | -- | -- | -- | ---- |
| 1    | Real Betis         | 34  | 22 | 15 | 4 | 3  | 43 | 19 | +24  |
| 2    | Madrid FC          | 33  | 22 | 16 | 1 | 5  | 61 | 34 | +27  |
| 3    | Oviedo FC          | 26  | 22 | 12 | 2 | 8  | 60 | 47 | +13  |
| 4    | Athletic BilbaoT   | 25  | 22 | 11 | 3 | 8  | 60 | 37 | +23  |
| 5    | FC SévilleC,P      | 24  | 22 | 11 | 2 | 9  | 53 | 38 | +15  |
| 6    | FC Barcelone       | 24  | 22 | 9  | 6 | 7  | 55 | 44 | +11  |
| 7    | Athletic MadridP   | 21  | 22 | 8  | 5 | 9  | 40 | 45 | -5   |
| 8    | Espanyol Barcelone | 20  | 22 | 9  | 2 | 11 | 47 | 59 | -12  |
| 9    | Valence CF         | 20  | 22 | 9  | 2 | 11 | 40 | 49 | -9   |
| 10   | Racing Santander   | 17  | 22 | 7  | 3 | 12 | 37 | 46 | -9   |
| 11   | Donostia FC        | 11  | 22 | 5  | 1 | 16 | 28 | 67 | -39  |
| 12   | Arenas de Getxo    | 9   | 22 | 3  | 3 | 16 | 17 | 56 | -39  |

- Champion
- Relégation en Segunda División

## Récompenses
L'attaquant espagnol Isidro Lángara, joueur d'Oviedo FC, termine meilleur buteur du championnat, pour la deuxième fois d'affilée, avec 26 réalisations. Il devance Julio Antonio Elícegui (es), de l'Athletic Madrid et Ildefonso Fernando Sañudo, du Madrid FC, auteurs de 20 buts.
Le meilleur gardien du championnat est Joaquín Urquiaga, joueur du Betis.

## Bilan de la saison
| Championnat d'Espagne de football 1934-1935 |                        |
| Champion                                    | Real Betis (1er titre) |
| Dauphin                                     | Madrid FC              |
| Coupes et trophées                          |                        |
| Vainqueur de la Coupe d'Espagne 1934-1935   | FC Séville             |
| Promotions et relégations                   |                        |
| Promus en Primera División                  | Hércules Alicante      |
| Promus en Primera División                  | Osasuna Pampelune      |
| Relégués en Segunda División                | Donostia FC            |
| Relégués en Segunda División                | Arenas de Getxo        |